# Maria de Jésus Guizar Barragan
Maria de Jésus Guizar Barragan, connue sous le nom de Madre Chuy (11 novembre 1899 - 6 janvier 1973), était une religieuse catholique mexicaine, fondatrice de la congrégation religieuse des Servantes guadeloupéennes du Christ prêtre. Elle est reconnue vénérable par l'Église catholique.

## Biographie

### Jeunesse
Maria de Jésus Guizar Barragan naît le 11 novembre 1899 à Cotija, dans l'Etat du Michoacán. Elle est issue d'une famille modeste et nombreuse, comptant seize enfants. L'éducation est très religieuse. C'est au moment de sa première communion, qu'elle avait préparé avec soin, qu'elle approfondit sa vie spirituelle. Dans le même temps, elle étudie au collège thérésien de Cotija.
A quinze ans, elle est atteinte d'une grave maladie qui la condamne à rester au lit et passe près de la mort. Elle se consacre alors à Dieu en échange de sa guérison. Se sentant aller mieux, elle redouble de prières et s'en va faire la charité, visitant les malades et aidant les pauvres. Dès lors s'éveille en elle une âme missionnaire et un grand amour des plus nécessiteux. De plus, elle affectionne particulièrement les prêtres, et durant la guerre civile qui ravage le Mexique dans les années 1920, c'est au péril de sa vie qu'elle réfugie des prêtres persécutés dans la maison familiale. 

### La fondation et vie religieuse
Désireuse de devenir religieuse, elle projette de créer une œuvre pour soutenir les prêtres dans leur ministère. Le 26 juillet 1961, elle donne naissance à l'Institut des Légionnaires de la Foi. Des compagnes la rejoignent de sa fondation et deux ans plus tard, elle est créée en congrégation religieuse sous le nom des Servantes guadeloupéennes du Christ prêtre. La vocation de l'Institut, qui est placé sous la protection de Notre-Dame de Guadalupe est : "servir et suivre Jésus par ses prêtres". 
Maria de Jésus Guizar Barragan travaille à la formation et à la reconnaissance de sa congrégation, et en fixe les objectifs : vie contemplative, notamment prier pour la sanctification des prêtres, et vie apostolique. Les sœurs ont pour mission de soutenir le ministère sacerdotale, dans la vie paroissiale, dans les missions populaires, de faire le catéchisme, et de venir en aide aux plus nécessiteux et aux malades. Menant une vie austère, sa joie et sa bonne humeur amènent de nombreuses jeunes filles à intégrer son institut. Malgré les nombreuses tâches qu'elle doit effectuer, Madre Chuy, comme on la surnomme, ne recule pas devant le travail et ne se plaint pas. Elle avait pour devise : "Dieu parle la bouche fermée". 
Le 16 juillet 1970, elle fait sa profession religieuse devant l'évêque auxiliaire de Puebla, sous le nom de Mère Maria de l'Amour miséricordieux. Epuisée par le travail pour le développement de sa congrégation, elle meurt le 6 janvier 1973, à l'âge de 74 ans. 

## Béatification
Le 12 juin 2016, le pape François reconnaît l'héroïcité de ses vertus et la déclare vénérable.

## Sources
- http://siervasguadalupanas.yolasite.com/
- http://nominis.cef.fr/contenus/saint/13120/Venerable-Maria-de-Jesus-Guizar-Barragan.html